# Alfa Romeo
Alfa Romeo Automobili S.p.A. es una marca de la industria automotriz italiana, popularmente conocidos por elegante diseño y altas prestaciones. Fundada en 1910 en Milán, Italia, actualmente es propiedad del grupo de empresas Stellantis.
Si bien se constituyó como tal en 1920, como consecuencia de la fusión entre las empresas Anonima Lombarda Fabbrica di Automobili (A.L.F.A. Según sus siglas) y la Società in accomandita semplice Ing. Nicola Romeo e Co., se toma como fecha fundacional oficial el 24 de junio de 1910, en la cual un grupo de asociados le adquirió al cavaliere Ugo Stella el control de la filial italiana de Darracq, constituyendo la ALFA.
A lo largo de su historia, la marca se caracterizó por la calidad de sus productos, siendo reconocida por sus automóviles de turismo de alta gama y por sus coches deportivos. En esta última materia, sus coches supieron ser protagonistas en diferentes competiciones internacionales, llegando entre otras cosas a conquistar los dos primeros campeonatos de pilotos de Fórmula 1, en 1950 y 1951. A su vez, estuvo relacionada con la creación de la Scuderia Ferrari, ya que su fundador, Enzo Ferrari, se inició a bordo de máquinas Alfa Romeo y utilizó coches de esta marca para fundar su equipo. En el año 2019 se produjo su regreso a la F1, tras celebrar un acuerdo con la escudería Sauber F1 Team, constituyéndose el Alfa Romeo Racing.
Además, pasó por distintas administraciones, siendo regida entre 1932 y 1986 por el Istituto per la Ricostruzione Industriale. Tras esto, fue adquirida por la Familia Agnelli que la puso bajo la órbita de su Fiat Group. Tras las sucesivas evoluciones y adquisiciones de este grupo, Alfa Romeo formó parte también de la unión entre FCA Italy y Fiat Chrysler Automobiles y, desde 2021, forma parte del grupo Stellantis.

## Historia
El 1 de enero de 1910, un grupo de industriales lombardos decide empezar la producción y Darracq les vende su filial italiana con la fábrica de Portello incluida. En junio de ese mismo año se constituye la Anonima Lombarda Fabbrica Automobili, que adopta como símbolos la cruz roja sobre campo blanco de la insignia de Milán y el Biscione, la serpiente sobre campo azul, símbolo de los Visconti.
Por su parte Nicola Romeo, un empresario industrial de origen napolitano que también se desempeñaba en el campo de las finanzas, en 1911 había fundado su propia fábrica de maquinaria a la que llamó Società in accomandita semplice Ing. Nicola Romeo e Co.. En 1915, tras la posesión de A.L.F.A. por parte de acreedores e inversionistas, fue puesto al frente en representación de los bancos para redirigir la fábrica de Portello a la producción de material bélico. Tras el fin de la Primera Guerra Mundial, en 1920, Nicola Romeo buscó la fusión de A.L.F.A. con su propia empresa, constituyendo de esa manera Alfa Romeo S.p.A., retomando la producción de automóviles.
Alfa Romeo fue propiedad del fondo estatal del gobierno Italiano Istituto per la Ricostruzione Industriale desde 1932 hasta 1986. Luego de tener problemas financieros en diversas épocas, se incorporó en el año 1987 al grupo industrial turinés Fiat Group, como ya habían hecho anteriormente otras históricas marcas italianas como Ferrari, Maserati o Lancia.[cita requerida]
Su sede central se encuentra en la ciudad de Turín, en la región de Piamonte.

### La Anónima Lombarda (1910-1920)

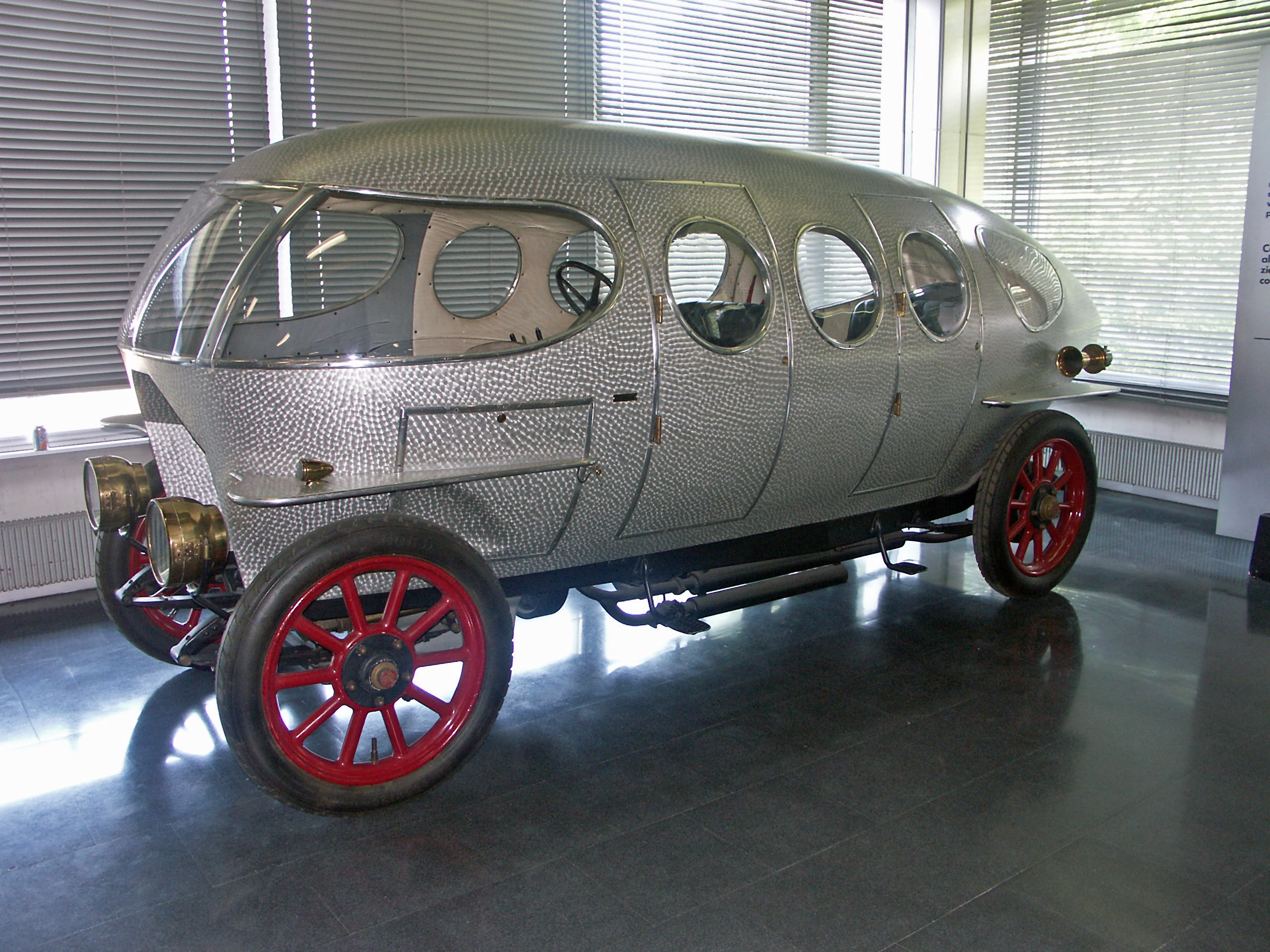
Alfa Romeo A.L.F.A 40/60 HP, fabricado entre 1913 y 1922, caravana sin caballos o monovolumen futurístico.

Los automóviles franceses Darracq eran muy apreciados por el público italiano y por ello Alexandre Darracq decide en 1906 montar una cadena de producción en Nápoles y constituye la empresa Società Italiana Automobili Darracq. Pronto se da cuenta de que la industria italiana se concentra en el norte del país y decide trasladar la compañía al polígono industrial de Portello en la afueras de Milán, comprando unos terrenos de 36.000 m². En 1909 la empresa padece una importante disminución de ventas, y el delegado de la filial Italiana, Ugo Stella, encarga al ingeniero Giuseppe Merosi el diseño de un automóvil al gusto del público italiano, el 24HP. El 1 de enero de 1910, un grupo de industriales lombardos decide empezar la producción del modelo y Darracq les vende su filial italiana con el establecimiento de Portello incluido. En junio de ese mismo año se constituye la Anonima Lombarda Fabbrica Automobili, que adopta como símbolos la cruz roja sobre campo blanco de la insignia de Milán y el Biscione, la serpiente sobre campo azul símbolo de los Visconti.
El primer coche que fabrica Alfa fue por tanto el 24 HP que sale al mercado en 1911. Este primer modelo se convirtió en un gran éxito de ventas gracias a su excelente mecánica, fiabilidad y facilidad de conducción. Basándose en su diseño, Merosi deriva nuevos modelos, como el 12 HP más sencillo, pero de excelentes prestaciones, y el 15 HP Corsa, con evidente vocación hacia las carreras. A este modelo se le aumenta la potencia en 1914 dando lugar al 15/20 HP. Sin embargo, el primer auténtico deportivo es el 40/60 HP de 1913 de 6 litros, del que se construyeron 27 ejemplares y que debutó en la carrera en cuesta de Parma-Berceto y venció en su categoría. Para el G.P. de la A.C.F. de 1914 se decide construir un modelo con las especificaciones de las carreras internacionales (max 4,5 l. y 1100 kg (2425 libras) de peso máximo), el coche no estuvo preparado para la carrera de Lyon y el estallido de la guerra le impidió correr después. Permaneció en una fábrica de productos farmacéuticos durante el conflicto y en 1921 se reconstruyó con mayor potencia (102 CV) aunque solo participó en una carrera en Brescia conducido por Giuseppe Campari.
En 1915 la compañía sufre su primera crisis. La dueña de la mayor parte del accionariado, la Banca Italiana di Sconto, coloca a Nicola Romeo como apoderado del banco y este consigue el control de la fábrica. Romeo era un empresario napolitano que redirigió a la compañía hacia la fabricación de material bélico, motores para avión, compresores etc. En 1918 toma el control a la compañía Saronno que fabricaba piezas de ferrocarril. La I Guerra Mundial significa para A.L.F.A. un paréntesis en su producción de automóviles, pero a la vez un reflotamiento del negocio.[cita requerida]

### Los primeros Alfa-Romeo (1920-1930)

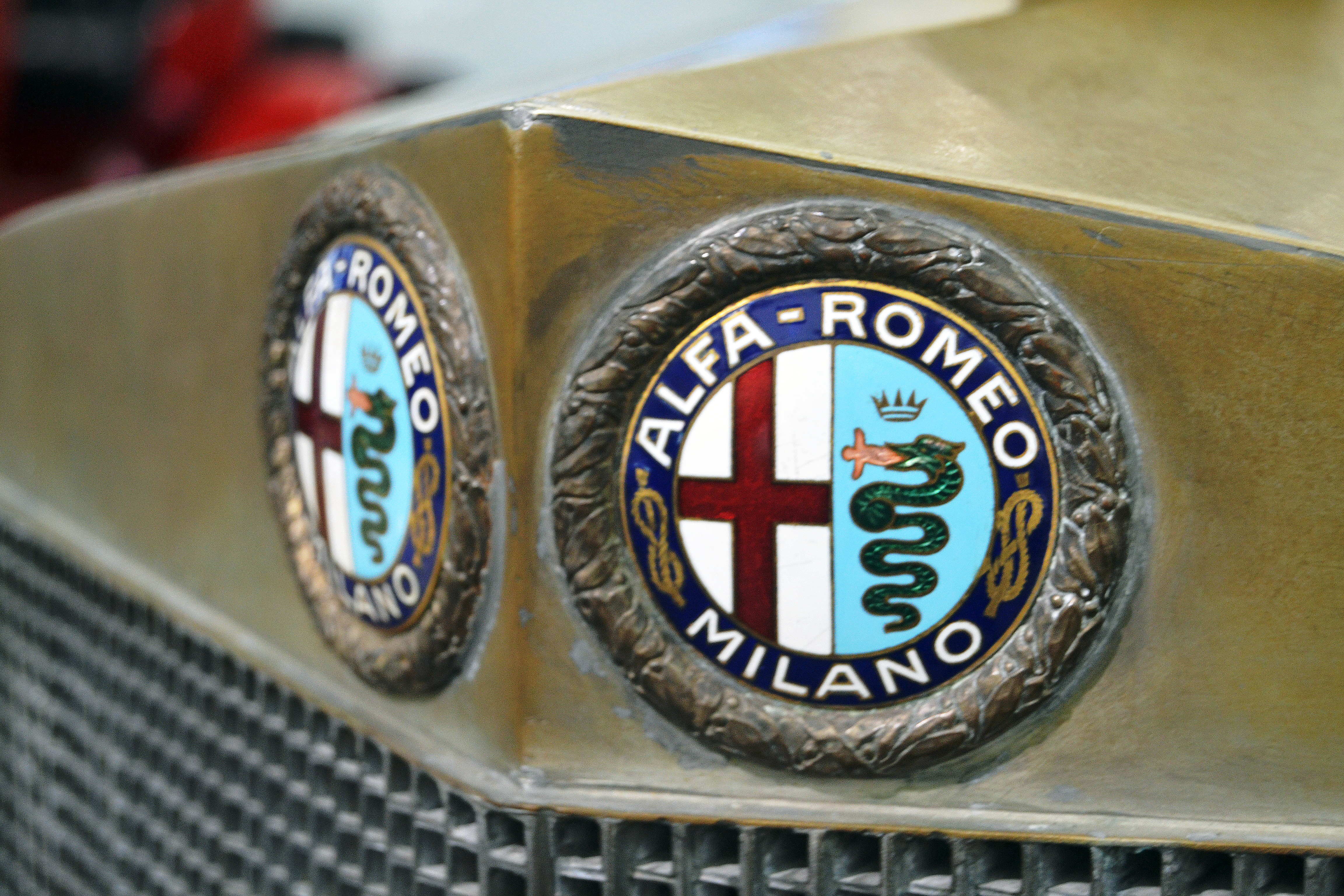
Emblema en el radiador de un Alfa Romeo RL Super Sport de 1925, en el Museo Storico Alfa Romeo de Arese, Milán. Incluye el lazo de la heráldica de la Casa de Saboya.

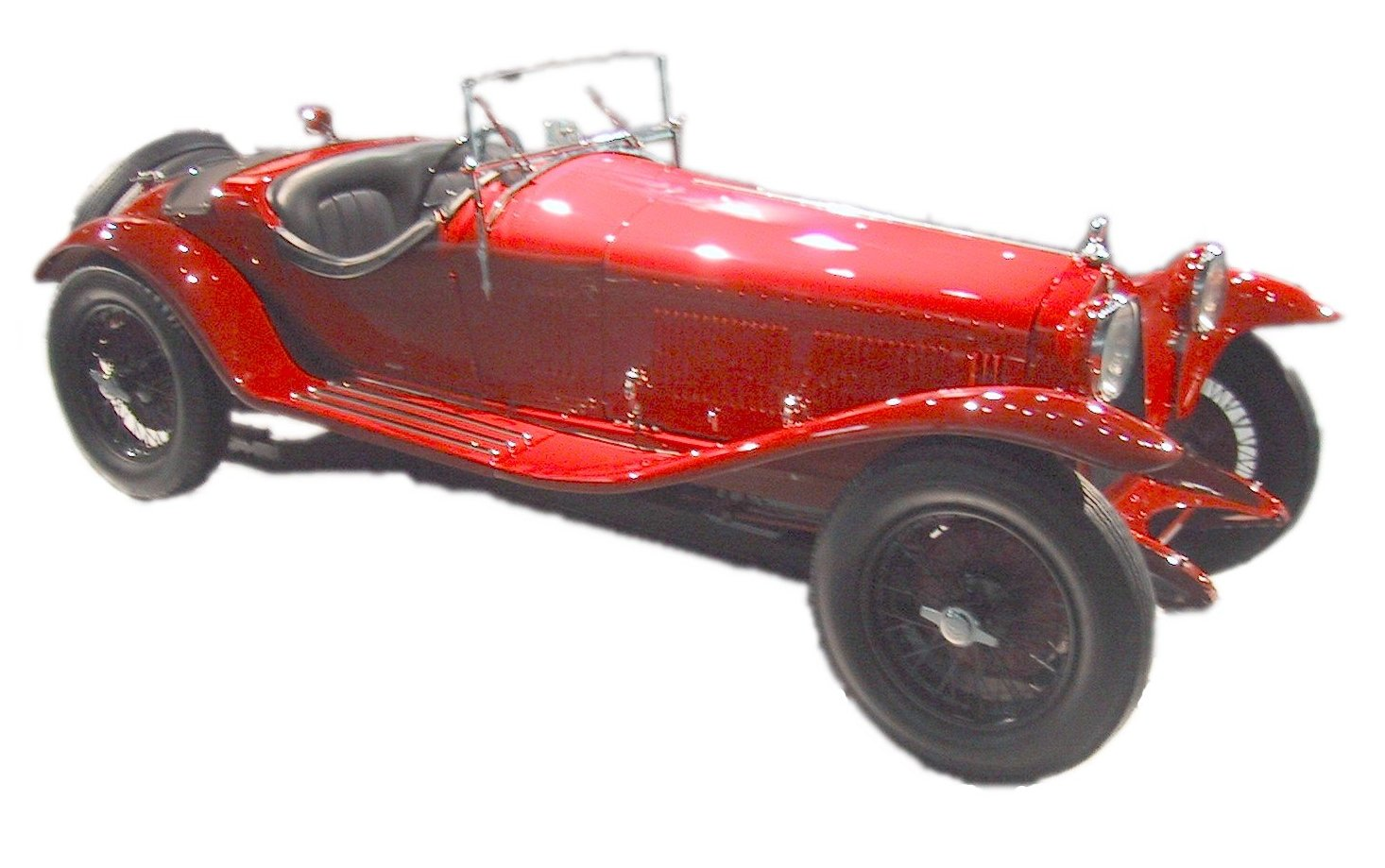
6C de 1930

Terminada la guerra la compañía regresa a su negocio inicial; Romeo fusiona la Società Anonima Nicola Romeo con la A.L.F.A. y de esta forma nace la Alfa-Romeo Spa. Así el primer modelo tras la guerra, el Torpedo 20/30 HP de 4,2 l y su derivado deportivo 20/30 ES, son los primeros que aparecen con el nombre de Alfa-Romeo.
En 1921 Merosi diseña el modelo que dará fama a los Alfa Romeo en todo el mundo. El RL, un elegante 6 cilindros de 3 litros, con balancines y válvulas en la culata, frenos delanteros estabilizadores y otras innovaciones que hacen del modelo un verdadero éxito del que se fabrican 2640 unidades. Se prepararon además derivados de mayor potencia, el RLT Turismo de 61 CV (44,9 kW) y el RLS, un deportivo de 71 CV (52,2 kW) que alcanzaba fácilmente los 150 km/h (93 mph) y Campari lo llevó a 178 km/h (111 mph) en la Targa Florio de 1923, en esta carrera Ugo Sivocci y Antonio Ascari consiguieron el primer doblete de la marca. El modelo RM de 1923 con cuatro cilindros de 2 litros estaba inspirado en el RL, pero de menor tamaño y más económico. Se vendieron cerca de 500 ejemplares en sus tres versiones.
En el apartado deportivo, Merasi rediseñó el modelo GP para construir un automóvil de carreras biplaza, el P1, que resultó ser muy inestable y en la carrera de su debut en Monza en 1923, Sivocci se salió de la carretera y murió a consecuencia de las heridas recibidas en el accidente. Fue un duro golpe para la compañía y en especial para su gran amigo Enzo Ferrari. El P1 no volvió jamás a competir.
Por mediación de Enzo Ferrari, en ese entonces jefe del equipo de competición de ALFA, entra en la compañía el gran diseñador de FIAT, Vittorio Jano con el que comenzaría una nueva etapa gloriosa para la marca. Su primera aportación fue el mítico P2 que junto a los Bugatti T35 marcaron las carreras de toda la década. Fue el primer 8 cilindros de Alfa Romeo con motor sobrealimentado; era un auténtico pura sangre, rápido y ligero que no tenía rival cuando los problemas no se ensañaban con su mecánica.
También se deben a Jano el diseño de los primeros modelos de producción en serie, el 6C-1500, un automóvil ligero pero que resumía muy bien la filosofía deportiva de Alfa, ya que a pesar de ser un coche de calle sus prestaciones eran inusuales y versátiles. Entre 1927-1929 se fabricaron 1075 unidades hasta que fue sustituido por una de las joyas de Alfa-Romeo, el 6C-1750, que aumentaba la potencia, la seguridad y la velocidad de su antecesor, aunque conservaba su peso y estructura. Se produjeron en versiones Turismo, Gran Turismo, superdeportivo y Gran Deportivo. Este último alcanzaba los 100 CV (73,6 kW) y los 170 km/h (106 mph). En su History of Alfa Romeo de 1970, Peter Hull decía del 6C-1750: "Los coches que son tan atractivos y excitantes como una mujer bonita suelen tener algún fallo, pero en este caso el Alfa 1750 es una excepción".
Este modelo consiguió salvar a la compañía de una grave crisis producida por el mal momento económico de la Banca di Sconto. En 1928 Nicola Romeo dejó la compañía, que estaba a punto de cerrar, y fue sustituido por Ugo Ojetti, director del diario milanés Corriere della Sera, que volcó todos los esfuerzos en la comercialización de los modelos 6C. El éxito de ventas del 1750, del que se fabricaron 2575 ejemplares para todo el mundo, sacó a Alfa Romeo de la apurada situación.[cita requerida]

### La edad de Oro (1930-1940)

#### La compañía
En los años treinta Alfa-Romeo se convirtió en una gran empresa, sobre todo en el plano comercial. Se sustituyeron los concesionarios en el exterior por filiales directamente gestionadas por Alfa-Romeo, que formó una magnífica red de venta y asistencia técnica en Francia, Inglaterra, España, Bélgica, Suiza, Austria, Hungría y Checoslovaquia. En 1932 el I.R.I. (Istituto per la Ricostruzione Industriale) toma el control de la sociedad y pone en la dirección a Ugo Gobbato, que reestructura los departamentos: el deportivo lo deja en manos de Enzo Ferrari y su Scuderia Ferrari fundada en 1929 para preparar Alfas privados y que a partir de 1932 se convierte en el equipo "oficial" de Alfa. En el departamento de producción se introduce la fabricación en cadena y se modernizan las plantas, y se aumenta la producción también a camiones y autobuses. El primer autobús es el Bussing 50 de 1931. El T85G de 1935 vence el concurso internacional para camiones de gasógeno en un recorrido Roma-Bruselas-París. El modelo 500, útil tanto de camión como de autobús es capaz de llevar cargas de 110 quintales a 70 km/h (43 mph). Durante la campaña de Etiopía, Alfa Romeo surte al ejército italiano con más de 2000 vehículos.
Pero donde más aumenta la producción es en el sector aeronáutico. Ya en 1926, la compañía había fabricado con licencia inglesa Bristol, un motor en estrella de nueve cilindros. En los años 1930 salen motores propios potentes y fiables que son requeridos también en el extranjero, famosos por su material de fabricación la llamada Duralfa una liga ligera de aluminio para hélices, pistones y otros componentes. En 1939 se produce el 135: un motor de doble estrella y 18 cilindros que con sus casi 2000 CV es el motor más potente de su época. Otros motores conquistan 13 marcas mundiales de velocidad, altura y distancia. La producción aeronáutica recoge el 80% de la facturación anual y para satisfacer los pedidos se construye la fábrica de Pomigliano d'Arco (Nápoles). 
La conversión de Alfa-Romeo en empresa pública controlada por el I.R.I. hace de ella la representación de la industria y del avance tecnológico del estado fascista italiano, donde la competición automovilística se convierte en una confrontación que va mucho más allá de lo meramente deportivo. Las carreras de los años 30 tienen un trasfondo político como jamás lo tuvieron anteriormente ni tampoco después. En ellas se quería reflejar la fuerza técnica de los estados europeos, principalmente de la Alemania nazi y de la Italia fascista. Son los años de los Alfa-Romeo y los Maserati frente a los Mercedes y Auto-Union alemanes, o los Bugatti, Talbot y Delage franceses; son años de Grandes Premios con más de 300.000 espectadores, con monstruosos bólidos de 500 CV (493 HP; 368 kW) de potencia que alcanzaban los 300 km/h (186 mph). Pero sobre todo fueron los años de los pilotos más legendarios: Hans Stuck, Rudolf Caracciola, Achille Varzi, Baconin Borzacchini, Louis Chiron, René Dreyfus, Manfred von Brauchitsch, Hermann Lang, Bernd Rosemeyer, Dick Seaman y sobre todos ellos el más mítico corredor de Alfa-Romeo, Tazio Nuvolari.
La compañía milanesa fue la única capaz de presentar batalla a las "flechas plateadas" (Mercedes-Benz) y a los "peces plateados" (Auto-Union), y en estos años Nuvolari consiguió alguna de sus más increíbles victorias como el Gran Premio de Alemania de 1935.[cita requerida]

#### Modelos de calle
En los automóviles de producción en 1933 salió el 6C-1900, última evolución del 1750 con culata de aleación ligera y mayor potencia, del que se fabricaron 200 unidades que precedieron al lanzamiento del 6C-2300 diseñado por Vittorio Jano. Equipado un motor monobloque de aleación fundida con columnas de seis cilindros y culata de aleación ligera de 2309 cm³ (2,3 L; 140,9 plg³). Tenía un solo disco de embrague y cuatro marchas más la reversa. Los amortiguadores traseros se controlan hidráulicamente desde la posición de conducción. Se vendió en tres versiones, Turismo, Gran turismo y Pescara; esta última de mayor potencia 95 CV (70 kW), llegaba a los 150 km/h (93 mph). Para mantener la superioridad de la marca en la categoría Sport, se fabricó un motor de ocho cilindros con la misma carrera y calibre que el modelo 6C, el 8C-2300 de 2336 cm³ (2,3 L; 142,6 plg³) montados tanto en el modelo de chasis corto y el Spider como en el de batalla larga o en el chasis especial del monoplaza para Gran Premio, el modelo Monza. La estructura del motor era diferente de la de seis cilindros: el control de temporización está montado en el centro del motor con una serie de engranajes en cascada. Los cilindros consisten en dos semibloques de aleación ligera con columnas de acero remachado. Aunque de producción más limitada el 8C-2900 fue considerado "El coche más rápido y bello del mundo". Inicialmente pensado para la competición, el llamado tipo A con 220 CV (217 HP; 162 kW) que alcanzaba 230 km/h (143 mph), se adaptó para sacar una serie de calle, el tipo B con 180 CV (178 HP; 132 kW) que alcanzaba los 185 km/h (115 mph), presentaba dos versiones: una de chasis corto, biplaza, el Spider de aire muy deportivo, y otra de chasis largo y cuatro plazas, el cupé. De los modelos Alfa-Romeo de estos años se podría decir lo que Henry Ford, el gran constructor estadounidense dijo cierta vez: Cuando veo pasar un Alfa Romeo, me quito el sombrero.[cita requerida]

#### Automóviles de carreras

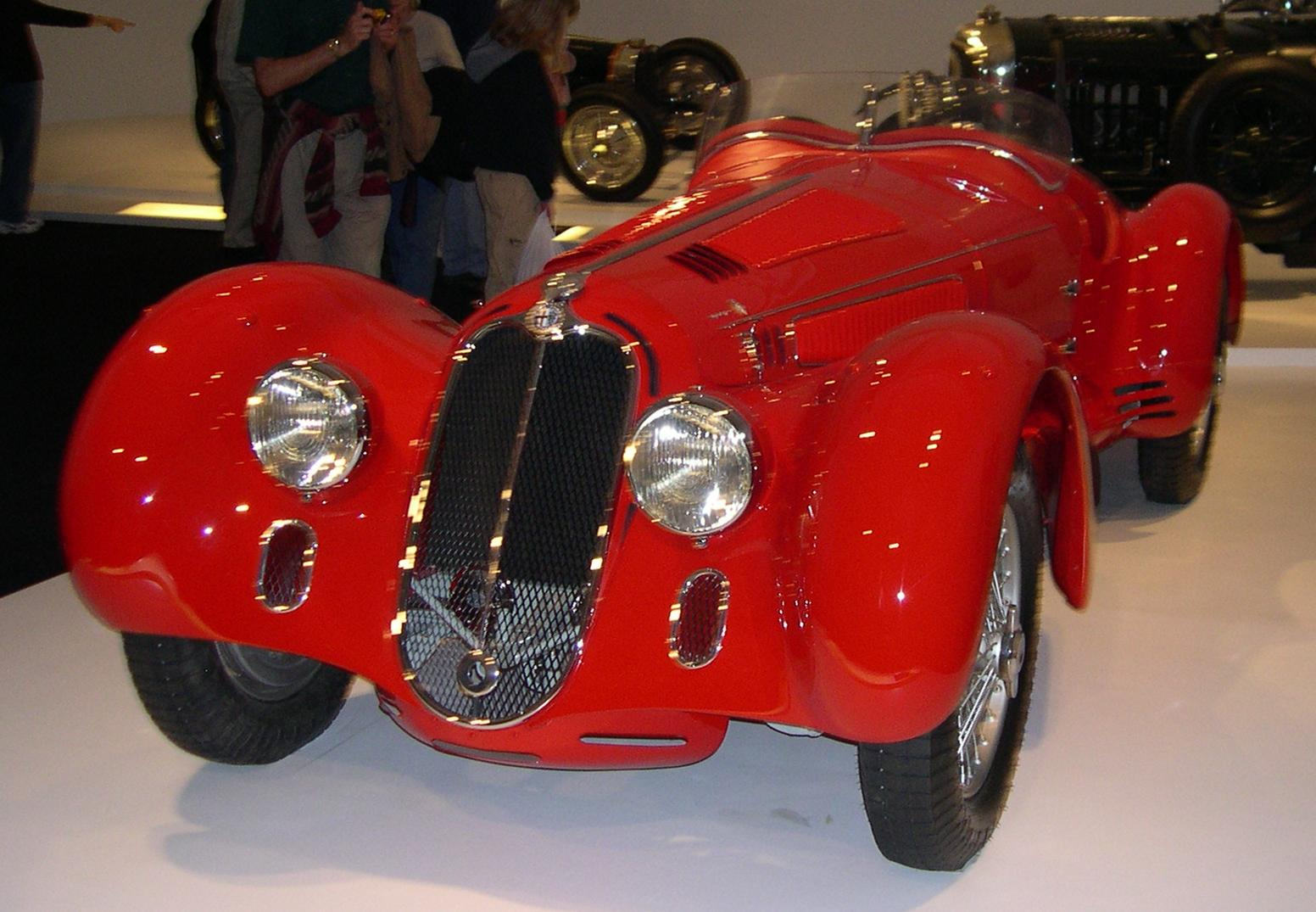
8C 2900 Mille Miglia de 1938

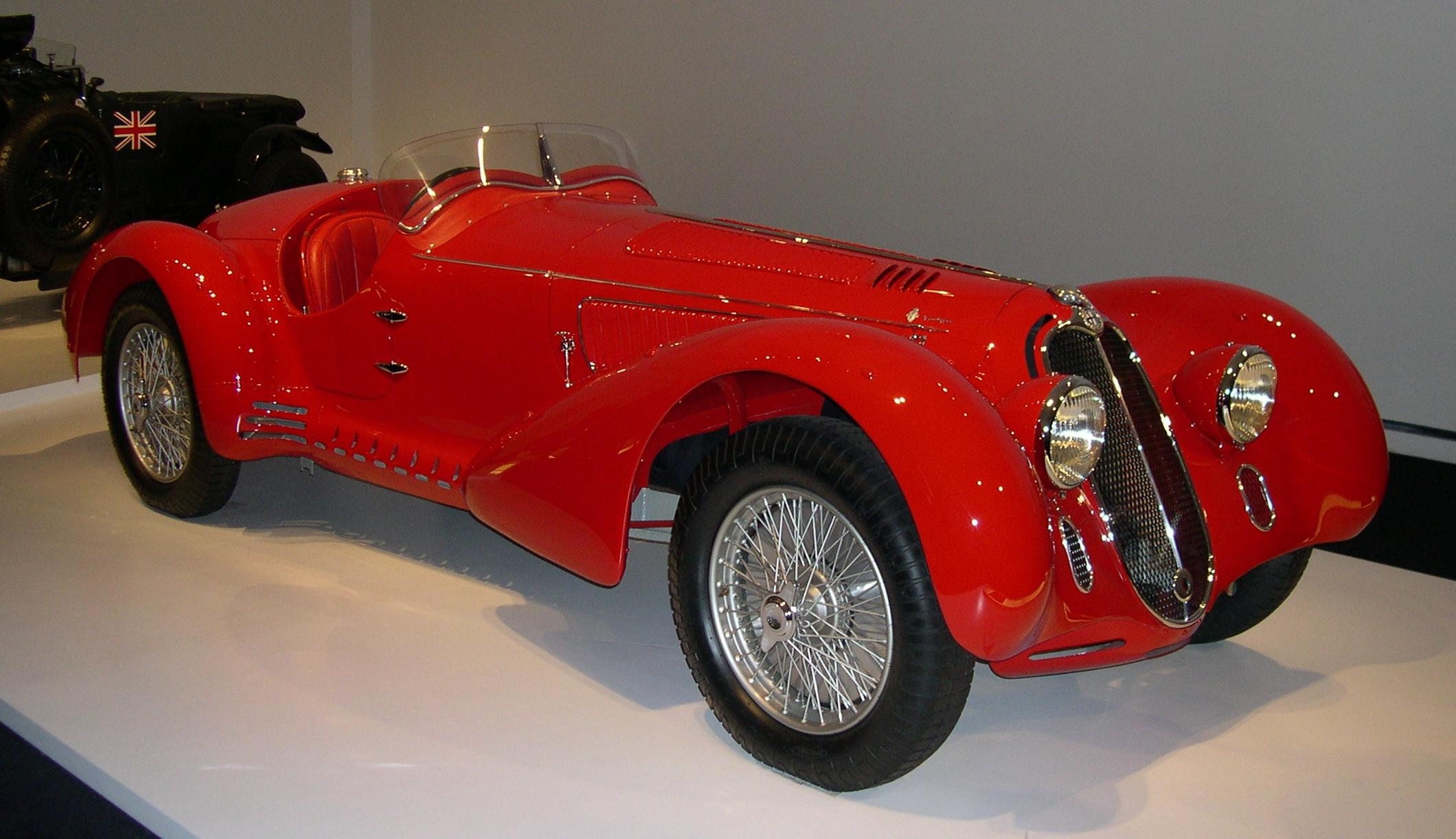
Vista lateral-frontal

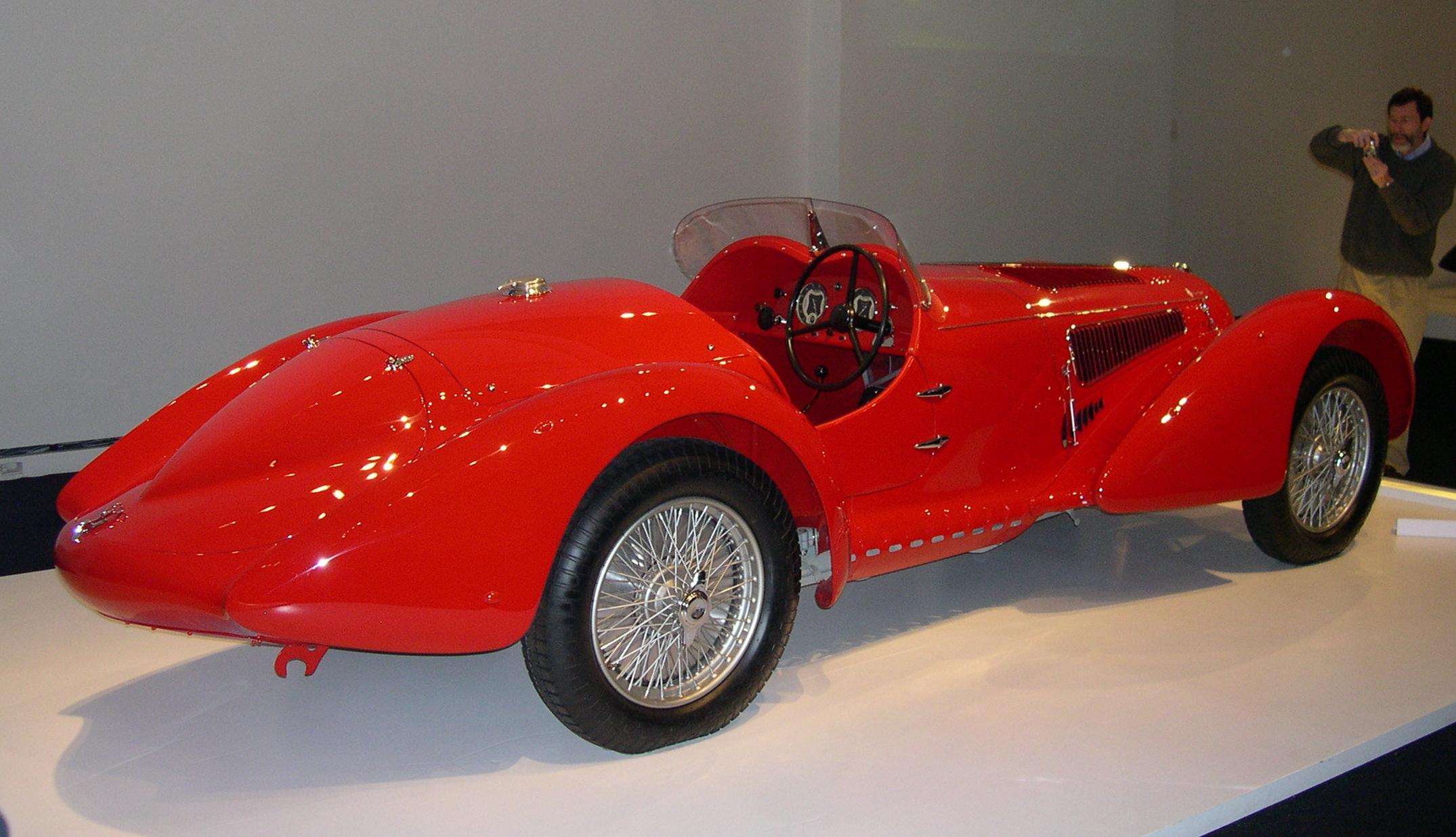
Vista lateral-trasera

Para los Grandes Premios la fábrica había utilizado al principio de la década los 8C-2300 Monza, que luego fueron cedidos a la Scuderia Ferrari, que les aumentó el desplazamiento a 2.6 litros y más tarde fueron vendidos a privados. Para sustituirlos Vittorio Jano diseñó en 1932 el primer verdadero monoplaza de la historia del automovilismo, el Tipo B Monoposto "P3": un ocho cilindros de 2654 cm³ (2,7 L; 162 plg³) sobrealimentado, que en 1935 se subió hasta 3822 cm³ (3,8 L; 233,2 plg³), con 330 CV (325 HP; 243 kW) y que alcanzaba los 332 km/h (206 mph). También incluía un sinfín de avances técnicos. Uno de los más originales es el piñón situado a la salida de la caja de cambios y los ejes motores en forma de "V", que dan potencia a las ruedas traseras y el puesto de conducción en el centro. Fue el gran triunfador en las temporadas de 1933, 1934 y siguió venciendo aún en 1935. Para hacer frente a los potentísimos coches alemanes, la Scuderia Ferrari encargó a Luigi Bazzi y Arnaldo Roselli el diseño de un monoplaza de dos motores: el Bi-Motore, tenía por tanto 16 cilindros de 6330 cm³ (6,3 L; 386,3 plg³) que rendían cerca de 540 CV (533 HP; 397 kW) a 5400 rpm. Sus dos motores, uno situado en posición delantera y otro en posición central entre el habitáculo y la transmisión, lo hacían muy potente, pero a la vez muy pesado con más de 1000 kg (2205 libras), lo cual no era útil para las carreras, pero sí para los intentos de récord de velocidad. El 8C-35 Tipo C de 3825 cm³ (3,8 L; 233,4 plg³) fue la respuesta de Alfa Romeo en 1935 al desafío alemán en la loca carrera por la mayor potencia y cilindrada, aunque con escaso éxito. Al año siguiente se da una nueva vuelta de tuerca con el 12C-36 con un V12 a 60° de 4064 cm³ (4,1 L; 248 plg³), que tampoco consiguió grandes victorias, como tampoco lo hizo al año siguiente el último diseño de Vittorio Jano, el 12C-37 de 4495 cm³ (4,5 L; 274,3 plg³) que apenas corrió y significó la ruptura entre el diseñador y la marca. Igualmente se produjo la ruptura entre Alfa-Romeo y la Scuderia Ferrari en 1938 por las diferencias entre Wifredo Ricart, nuevo director técnico de Alfa Corse y Enzo Ferrari, que marchó a Módena. Jano fue sustituido en 1937 por su antiguo colaborador Gioachino Colombo, que diseñó para la nueva fórmula de tres litros los modelos 308, 312 y 316 de 8, 12 y 16 cilindros respectivamente. Sin embargo, el ambiente enrarecido prebélico de Benito Mussolini, prohibió participar a los coches italianos en Francia) y la superioridad de los Mercedes y Auto-Union hizo que sus actuaciones destacadas fueran pocas.
La mejor aportación de Colombo daría sus frutos después de la guerra. En 1937 a sugerencia de Enzo Ferrari, Alfa Romeo encargó el diseño de una "voiturette", unos pequeños monoplazas de 1.5 litros a Jano, pero al estar muy ocupado con los nuevos 3l dejó el encargo a Colombo. Este diseñó un pequeño ocho cilindros sobrealimentado, que fue bautizado como "158 Alfetta". Se introdujeron en el modelo dos columnas deslizantes para las ballestas transversales, una en la parte delantera y otra en la trasera y un mecanismo para reducir el eje del coche y, por lo tanto, su centro de gravedad. Estaba dotado de líneas esbeltas y elegantes y gran agilidad, aunque algo peligrosos ya que en junio de 1939 Emilio Villoresi murió en una demostración y sólo 53 días después Nando Aldrigretti se mató durante los entrenamientos de la Copa Acerbo. A pesar de ello Alfa Romeo decide fabricar seis coches en 1940 que dominaron el G.P. de Trípoli, pero con la invasión alemana fueron escondidos en una fábrica de quesos en Melzo y no volvieron hasta después de la guerra.[cita requerida]

### Guerra y posguerra (1940-1950)

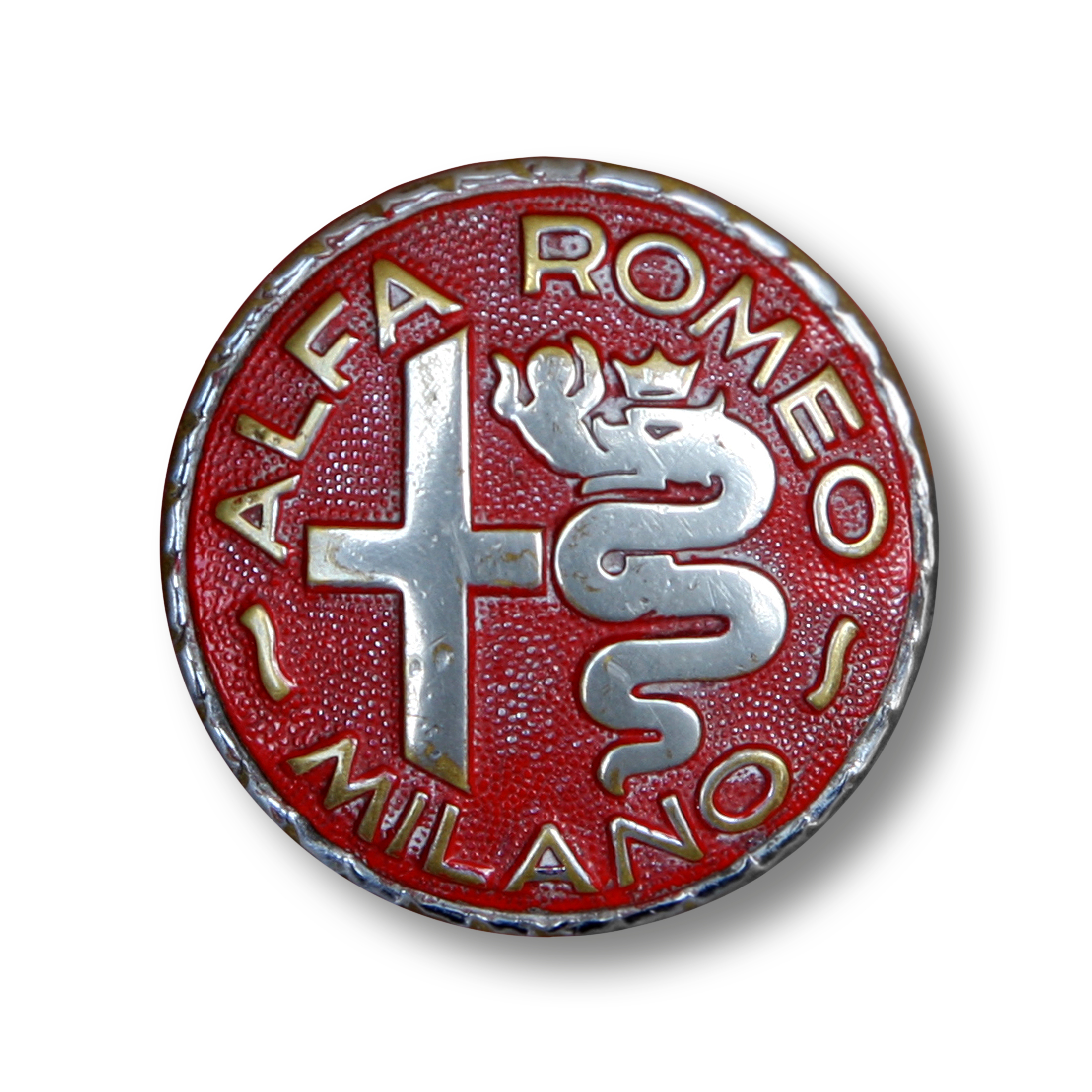
Logotipo utilizado entre 1946 y 1950

Poca antes de comenzar la guerra, Ugo Gobbato decidió suspender temporalmente la producción y dar prioridad a la fabricación de motores aeronáuticos y vehículos militares. Las fábricas de Alfa-Romeo se convirtieron en objetivos estratégicos y la de Portello fue bombardeada en el 40, en el 43 y sobre todo en 1944, en el último año por tres veces, el 14 de febrero, el 13 de agosto y el del 20 de octubre que redujo la fábrica a escombros y obligó a la compañía a cesar toda actividad. La paz llega la primavera siguiente pero la vuelta a la producción es muy difícil. Ugo Gobbato, aunque había evitado la requisa de materias primas por parte de los alemanes, fue acusado por colaboracionismo. Fue absuelto dos veces por el tribunal del C.L.N. (Comitato di Liberazione Nazionale), pero el 28 de abril de 1945 fue asesinado por dos individuos en una calle de Milán. El C.L.N. nombra al ingeniero Pasquale Gallo comisario de Alfa Romeo y entre junio y julio de 1945 consigue reemprender la producción. Falta de todo: oficinas, materiales, componentes y no pudiendo fabricar otra cosa, los empleados de Portello producen cocinas eléctricas, muebles metálicos etc. A pesar de todos los problemas en ese 1945 consiguen sacar adelante dos coches 6C-2500 Sport con diseño de antes de la guerra. También se recuperaron los escondidos Alfettas que recomenzaron la actividad deportiva.
El único modelo de los años 40 fue el 6C-2500 un coche con una gran clase y refinamiento, un aspecto deportivo inconfundible y que representaba el último avance de la afortunada serie de 6C. Comenzó a fabricarse en 1939 pero hasta después de la guerra no pudo continuarse su producción. Entre 1946 y 1950 se fabricaron un total de 2800 unidades en versión Turismo, Deportivo y Súper Deportivo.
En 1946, Orazio Satta Puliga se convirtió en el Jefe de Diseño de Alfa Romeo y su primera aportación fue una versión deportiva del 2500 el 6C-2500 S Freccia d'Oro, con una parte trasera más corta y redondeada, según los conceptos aerodinámicos más vanguardistas de la época. El modelo más apreciado fue la versión Super Sport, el 6C-2500 SS Villa d'Este, como se la llamó después de ganar el concurso de diseño del mismo nombre. Sirvió de inspiración para la forma en V del capó del actual Alfa Romeo 147.
A finales de la década la compañía volvió a desempeñar un papel decisivo y fabricó coches al máximo de su capacidad, así como una serie de modelos de "edición especial" del 2500, con carrocería de Pininfarina y Touring. En 1950, Alfa Romeo dio un giro de 180 grados tanto industrial como deportivo.

### El relanzamiento de Alfa-Romeo (1950-1960)
En los años cincuenta Alfa Romeo se dedicó sus mayores esfuerzos en reactivar su sector de coches de producción. El doble objetivo de establecer la producción en cadena y rentabilizar sus éxitos en el terreno fue ampliamente cumplido. El modelo 1900 de Orazio Satta Puliga, un sedán de cuatro puertas y cinco plazas fue el primer coche del Biscione con carrocería autoportante y que relanzó la suerte de la empresa y logró satisfacer a un mercado cada vez más exigente. Montaba un motor de cuatro cilindros en línea de 1884 cc con 90CV y 150 km/h que pasaban de los 190CV en los modelos Super y Super Sprint. Este modelo introduce un nuevo concepto de coche, el sedán de altas prestaciones para uso cotidiano, que como decía su afortunado eslogan era "el coche de la familia que gana carreras". Se vendieron más de 20.000 ejemplares, entre ellos la versión 1900 Panther para la policía italiana o la versión Matta (loca) para el ejército.
En lo deportivo los 158 y 159 "Alfetta" establecen la supremacía absoluta en los circuitos ganando, Giuseppe Farina en 1950 y Juan Manuel Fangio en 1951, el recién estrenado Campeonato del Mundo de Fórmula 1.
Pero la joya más preciada de la compañía fue el Giulietta Sprint. En estos años se inició una tendencia que continuaría en el futuro: la colaboración entre centros de diseño de interiores y diseñadores de carrocería. Los coches que se siguen produciendo llevan el marchamo de 'Fabricado en Italia'. El estilo de Alfa Romeo marcó tendencia: junto a los coches de producción, también se fabricaron ediciones limitadas de modelos únicos creados por diseñadores de primera fila. En 1958 Alfa Romeo firmó un contrato con Renault para construir el sedán 'Dauphine' y posteriormente el utilitario Renault 4.

### Actualidad
En el año 2004 Alfa Romeo fabricó 162 179 unidades, un 11% menos que los 182 469 vehículos que produjo en 2003.
En el 2007 Alfa Romeo fabricó 151 900 unidades, 3.7% menos que en 2006. En 2008 se presentó el hatchback compacto MiTo, el modelo más pequeño de la marca. La crisis financiera global ha postergado hasta el 2015 los planes de Alfa Romeo para reingresar a Estados Unidos, mercado que dejó en 1995.[cita requerida]

## Fábricas
En la lista siguiente se recogen las plantas de ensamblaje de automóviles pertenecientes, directa o indirectamente, al grupo automovilístico italiano Fiat S.p.A.: 

## Motores Alfa Romeo
- Flat-4
- JTS
- Twin Cam
- Twin Spark
- V6

## Emblemas de Alfa Romeo
El escudo de Alfa Romeo es originariamente, según parece, obra de un técnico de la propia casa. Estando esperando el tranvía en la plaza del Castello de Milán se fijó en la torre del Filarete, la principal del castillo de los Sforza. En ella se veía el Biscione, símbolo de la casa de los Visconti, formado por una serpiente con cabeza de dragón, sobre la que posteriormente se añadiría una corona ducal de oro- devorando a un hombre. La serpiente simbolizaba la lealtad, el coraje, la perspicacia y la prudencia, mientras que el hombre devorado hace alusión a sus enemigos.
Al Biscione se le unió una cruz roja sobre campo blanco como referencia al escudo de Milán, ciudad originaria de la marca. Rodeando estos dos símbolos se diseñó un cerco azul con las palabras "ALFA" y "MILANO". Ambas fueron separadas por dos nudos sabaudos (o saboyanos) que representan a la Casa de Saboya.
La palabra "MILANO" desaparecería definitivamente en 1972, con la apertura de la nueva fábrica AlfaSud, en el Sur de Italia.[cita requerida]

## Automovilismo

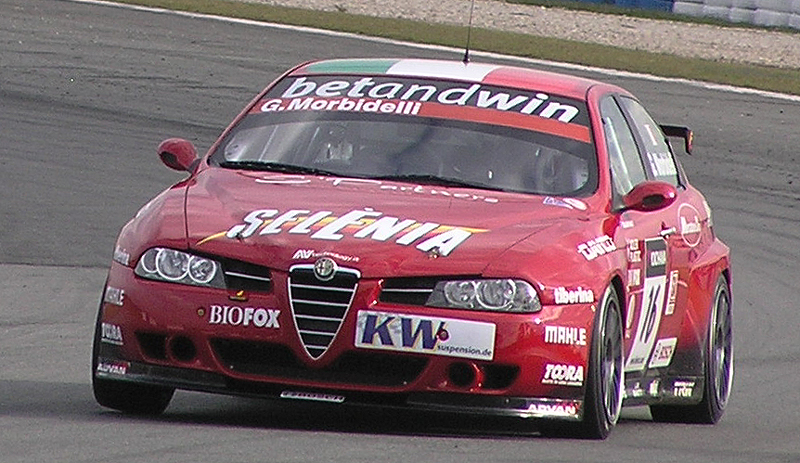
Alfa Romeo 156 pilotado por Gianni Morbidelli en la Copa Mundial de Turismos de 2006

La historia de Alfa Romeo en el deporte del motor es una de las más ricas de la historia automotriz. La marca milanesa convirtió a sus bólidos de Gran Premio en las máquinas a batir en los circuitos europeos las décadas de 1920 y 1930, alcanzando además cuatro victorias absolutas en las 24 Horas de Le Mans y conquistando la primera edición del Campeonato Mundial de Fabricantes de la AIACR, así como los dos primeros Campeonatos Europeos de Pilotos con Ferdinando Minoia y Tazio Nuvolari. Por su parte, Alfa Romeo consiguió ganar los dos primeros campeonatos mundiales de Fórmula 1 en 1950 con Nino Farina y en 1951 con Juan Manuel Fangio respectivamente, con grandes éxitos en los años venideros como motorista del equipo Brabham.
Alfa Romeo disfrutó de un gran prestigio con los exitosos sport prototipos de la saga T-33 de los años 60. En 1993 con Nicola Larini a los mandos de un Alfa Romeo 155 Q4 3.2 V6 la firma de Milán consiguió derrotar a la "flota alemana" formada por Mercedes-Benz, BMW y Audi en la categoría alemana DTM, hazaña que ya fue conquistada en el Gran Premio de Alemania de 1935 cuando los Alfa derrotaron a las favoritas marcas germanas.
El Alfa Romeo 156, famoso por su alto rendimiento, es el automóvil más laureado en competiciones de turismos a nivel nacional e internacional por su buen desempeño y su facilidad para ser modificado disponiendo de poco presupuesto. En 2018, Alfa Romeo regresó a Fórmula 1 en asociación con el equipo Sauber para la temporada 2018. El nuevo Sauber C37 fue presentado con un chasis y aerodinámica diseñados conjuntamente en las instalaciones de Hinwil con un motor suministrado por Ferrari y con Charles Leclerc y Marcus Ericsson como pilotos titulares, Para 2019, Alfa Romeo volvió oficialmente al campeonato.

## Modelos
| Modelo  | Años      | Motor                | Materiales                 | Cilindrada                         | Potencia                                   | Velocidad                      |
| ------- | --------- | -------------------- | -------------------------- | ---------------------------------- | ------------------------------------------ | ------------------------------ |
| 24HP    | 1910-1920 | 4 cilindros en línea | Bloque del motor de hierro | 4084 cm³ (4,1 litros)              | 42 CV (30,9 kW) @ 2200 rpm                 | 100 km/h (62 mph)              |
| 12HP    | 1912-1915 | 4 cilindros en línea | Bloque del motor de hierro | 1995 cm³ (2 litros)                | 25 CV (18,4 kW) @ 2200 rpm                 | 80 km/h (50 mph)               |
| 40/60HP | 1913-1922 | Bibloque de hierro   | Bloque del motor de hierro | 6082 cm³ (6,1 litros)              | 73 CV (53,7 kW) @ 2200 rpm                 | 125 km/h (78 mph)              |
| RL      | 1922-1927 | 6 cilindros en línea | Bloque del motor de hierro | 2916 a 3620 cm³ (2,9 a 3,6 litros) | 56 a 71 CV (41,2 a 52,2 kW) @ 3200 rpm     | 130 km/h (81 mph)              |
| RM      | 1923-1925 | 4 cilindros en línea | Bloque del motor de hierro | 1944 cm³ (1,9 litros)              | 40 CV (29,4 kW) @ 3000 rpm                 | 95 km/h (59 mph)               |
| 6C-1500 | 1927-1929 | 6 cilindros en línea | Bloque del motor de hierro | 1487 cm³ (1,5 litros)              | 44 CV (32,4 kW) @ 4200 rpm                 | 110 km/h (68 mph)              |
| 6C-1750 | 1929-1933 | 6 cilindros en línea | Bloque del motor de hierro | 1752 cm³ (1,8 litros)              | 46 a 85 CV (33,8 a 62,5 kW) @ 4500 rpm     | 110 a 170 km/h (68 a 106 mph)  |
| 8C-2300 | 1931-1934 | 8 cilindros en línea | Bibloque de acero          | 2336 cm³ (2,3 litros)              | 142 a 180 CV (104,4 a 132,4 kW) @ 5400 rpm | 165 a 225 km/h (103 a 140 mph) |

| Modelo          | Años      | Configuración        | Materiales           | Cilindrada                                | Potencia                                   | Velocidad                      | Derivados                       |
| --------------- | --------- | -------------------- | -------------------- | ----------------------------------------- | ------------------------------------------ | ------------------------------ | ------------------------------- |
| 40/60HP         | 1913-1922 | 4 cilindros en línea | Bibloque de hierro   | 6082 cm³ (6,1 litros)                     | 73 CV (53,7 kW) @ 2200 rpm                 | 125 km/h (78 mph)              |                                 |
| 1914GP          | 1914      | 4 cilindros en línea | Monobloque de hierro | 4490 cm³ (4,5 litros)                     | 88 CV (64,7 kW) @ 2200 rpm                 | 150 km/h (93 mph)              | 1923GP (P1) de 102 CV (75,0 kW) |
| RL              | 1922-1927 | 6 cilindros en línea | Monobloque de hierro | 2916 a 3620 cm³ (2,9 a 3,6 litros)        | 56 a 71 CV (41,2 a 52,2 kW) @ 3200 rpm     | 130 km/h (81 mph)              | RLT, RLTS                       |
| P2              | 1924-1930 | 8 cilindros en línea | Tetrabloque de acero | 1987 cm³ (2 litros) con sobrealimentación | 140 a 175 CV (103 a 128,7 kW) @ 5500 rpm   | 225 km/h (140 mph)             | 6 modelos                       |
| 8C-2300 Le Mans | 1931-1934 | 8 cilindros en línea | Bibloque de acero    | 2336 cm³ (2,3 litros)                     | 142 a 180 CV (104,4 a 132,4 kW) @ 5400 rpm | 165 a 225 km/h (103 a 140 mph) |                                 |
| 8C-2300 Monza   | 1931-1934 | 8 cilindros en línea | Bibloque de acero    | 2336 cm³ (2,3 litros)                     | 142 a 180 CV (104,4 a 132,4 kW) @ 5400 rpm | 165 a 225 km/h (103 a 140 mph) |                                 |

En 2005, Alfa Romeo terminó segundo en el Campeonato Mundial de Automóviles de Turismo (WTCC) por detrás de BMW y por delante de Chevrolet, SEAT y Ford. En la temporada 2006 del WTCC, Alfa Romeo no corrió de forma oficial y dejó los Alfa Romeo 156 en manos del equipo N-Technology, a pesar de lo cual consiguieron un tercer puesto en la clasificación de constructores tras BMW y SEAT, consiguiendo varias victorias en manos del brasileño Augusto Farfus Junior.
El 156, que ha sido utilizado en numerosos campeonatos de turismos, es el turismo que más victorias en competición ha logrado a lo largo de la historia del automóvil. Entre otras competiciones, fue vencedor en el Campeonato Italiano de Superturismos en los años 1998 y 1999, y el Campeonato Europeo de Turismos en los años 2001, 2002 y 2003, con los pilotos Gabriele Tarquini y Fabrizio Giovanardi al volante. Hasta 2007 el 156 sigue compitiendo de la mano de N-Technology en el Campeonato Mundial de Turismos y cosecha varias victorias temporada tras temporada. De la mano del británico James Thompson incluso ha llegado a disputarse el título de 2007 contra el BMW de Andy Priaux en la última carrera del campeonato.[cita requerida]
| 10/20 | 1910-1920 24 HP 1910-1911 12 HP 1911-1920 15 HP 1913-1922 40-60 HP                                                               |
| 20/30 | 1922-1927 RL 1923-1925 RM 1927-1929 6C 1500 1929-1933 6C 1750                                                                    |
| 30    | 1931-1934 8C 2300 1933-1933 6C 1900 1934-1937 6C 2300 1935-1939 8C 2900                                                          |
| 30/40 | 1938-1950 158 1939-1950 6C 2500                                                                                                  |
| 50/60 | 1950-1958 1900 1951-1953 158/159 1954-1962 Giulietta 1958-1962 2000 1959-1964 Dauphine                                           |
| 60/70 | 1963-1965 Giulia TZ 1963-1966 Sprint 1966-1993 Spider 1967-1969 33 Stradale 1967-1973 Giulia GT Veloce 1967-1977 1750            |
| 70/80 | 1970-1977 Montreal 1972-1983 Alfasud 1972-1984 Alfetta saloon 1974-1987 Alfetta GT/GTV 1976-1989 Alfasud Sprint 1979-1986 Alfa 6 |
| 80/90 | 1983-1994 33 1984-1987 Arna 1984-1987 90 1985-1992 75 1987-1998 164 1989-1993 SZ/RZ                                              |
| 90/00 | 1992-1998 155 1995-2000 145 1995-2000 146 1995-2006 Alfa Romeo GTV 1998-2005 156 1998-2007 166                                   |
| 00/10 | 2000-2010 147 2005-2010 159 2003-2008 GT 2005-2010 Brera/Spider 2007-2010 8C Competizione 2008-2019 MiTo                         |
| 10/20 | 2010-2020 Giulietta 2013-2019 4C 2015-presente Giulia 2016-presente Stelvio 2022-presente Tonale 2024-presente Junior            |

### Modelos actuales
La oferta actual comprende los modelos, Giulia y Stelvio. En 2015 se presentó el Giulia de cuatro puertas, sustituto del 159. Se trata de un sofisticado y completamente nuevo sedán encuadrado en el segmento D, el área de mayor competencia y que ha supuesto para la marca un intento de su relanzamiento, recuperación del mercado americano y competencia por la primacía en el sector.
En 2016 se presentó el vehículo utilitario deportivo (SUV) Stelvio con mecánica y chasis derivados del Giulia, destinado a competir en el ámbito emergente de los vehículos todoterreno. La fabricación del MiTo cesó a principios de 2019. El SUV Tonale fue presentado en el Salón del Automóvil de Ginebra en marzo de 2019.
La creación de Stellantis ha permitido a las marcas compartir plataformas. El primer vehículo de Alfa Romeo de esta nueva, inicialmente se había denominado "Milano". Sin embargo, debido a que no se fabrica en Italia, sino en la planta Fiat Tychy en Polonia y, en consonancia con las políticas de la marca, se decidió finalmente llamarlo "Junior", siendo el primer automóvil eléctrico 100% producido por el fabricante.

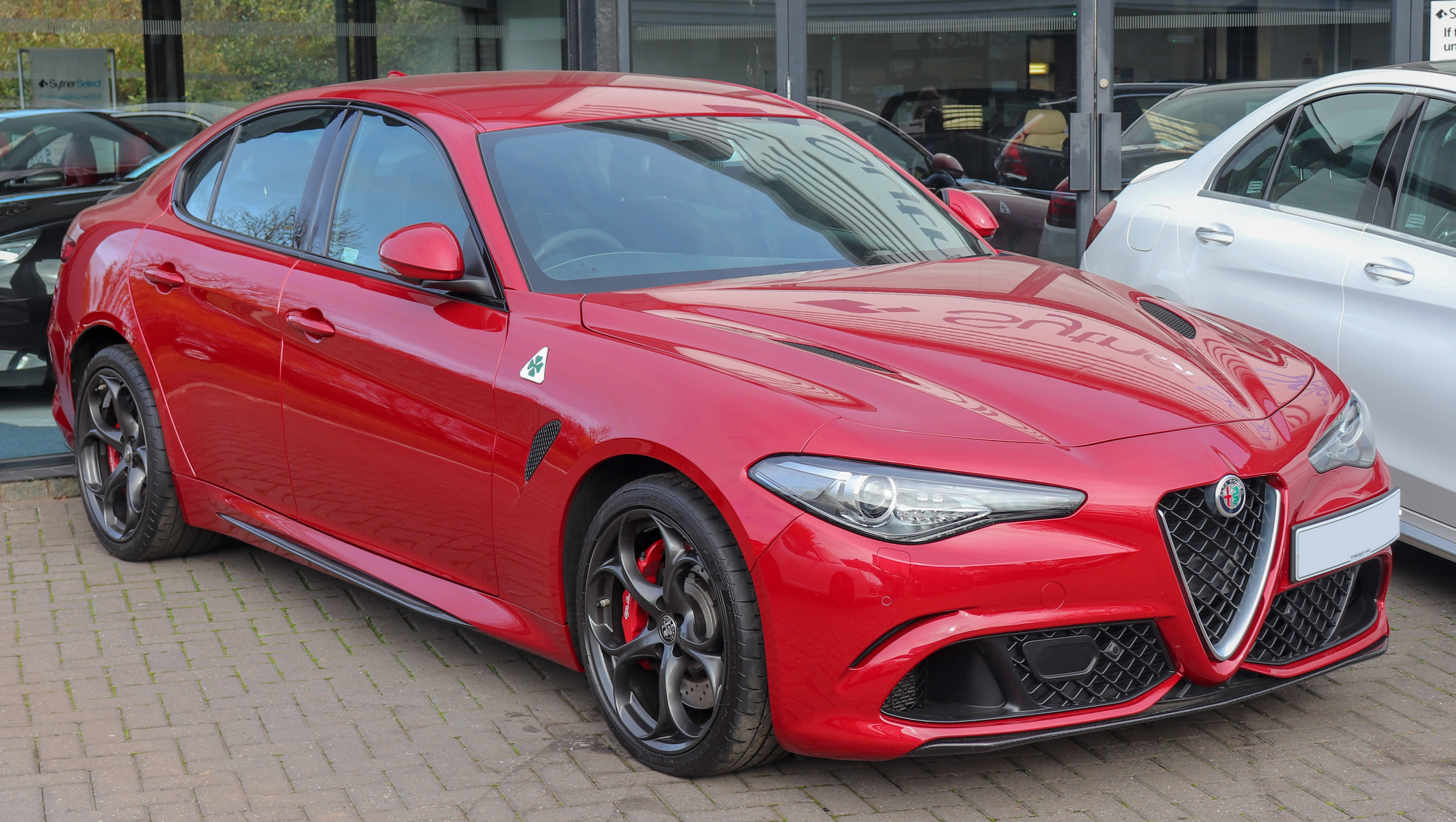
Giulia V6 Biturbo Quadrifoglio 2.9 de 2017
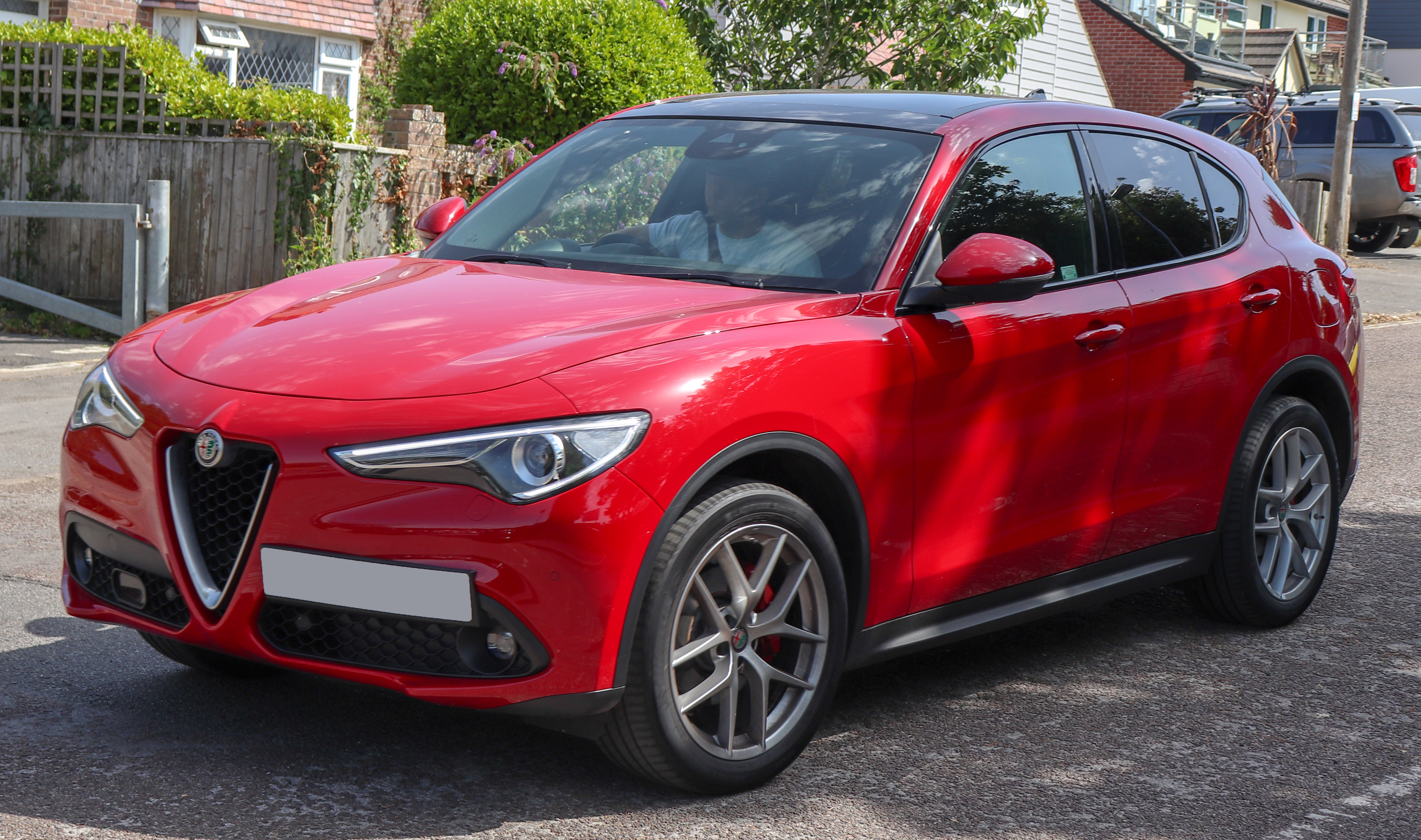
Stelvio Milano Edizione TD Automatic 2.1 de 2017
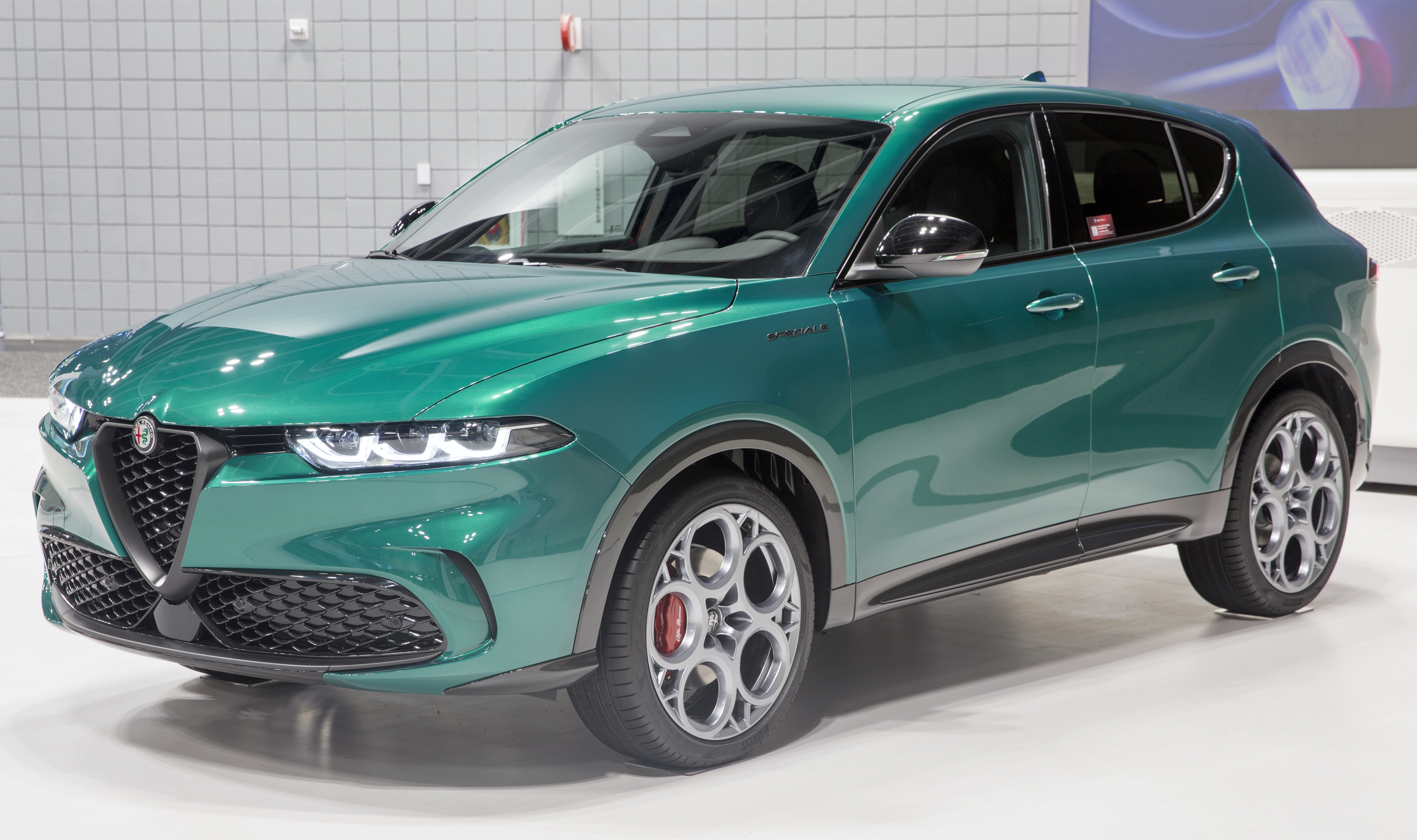
Tonale Speciale en verde Montreal, en el Salón del Automóvil de Nueva York de 2022
Junior de 2024